# João Walter de Andrade
João Walter de Andrade (Aracaju, 24 de julho de 1919 — Aracaju, 26 de abril de 2008) foi um militar, engenheiro civil e político brasileiro, outrora governador do Amazonas.

## Dados biográficos
Filho de Manuel Durval de Andrade e Márcia Maciel de Andrade. Aluno da Escola Preparatória de Cadetes de Porto Alegre, transferiu-se à Escola Militar do Realengo em abril de 1940, foi declarado aspirante a oficial da arma de engenharia em janeiro de 1941 e promovido a segundo-tenente em setembro de 1944. Membro da Força Expedicionária Brasileira na Itália durante a participação do Brasil na Segunda Guerra Mundial, formou-se no Graduado no Instituto Militar de Engenharia em 1956, ascendendo na hierarquia militar até ser reformado em 1967, na patente de coronel.
Chefe da Comissão de Obras do Exército Brasileiro na Amazônia Legal, nos primeiros meses do Regime Militar de 1964 atuou como interventor no porto de Manaus e na empresa concessionária do mesmo, assumindo a Superintendência do Desenvolvimento da Amazônia no governo do presidente Costa e Silva. Após ingressar na ARENA, foi escolhido governador do Amazonas pelo presidente Emílio Garrastazu Médici em junho de 1970, sendo referendado pela Assembleia Legislativa do Amazonas.
Retornou à engenharia ao final do mandato.